# 卡徹馬克塞洛 (阿拉斯加州)
卡徹馬克塞洛（英語：Kachemak Selo）是位於美國阿拉斯加州基奈半島自治市鎮的一個非建制地區。該地的面積和人口皆未知。

## 地理
卡徹馬克塞洛的座標為59°48′00″N 151°03′30″W / 59.80000°N 151.05833°W，而該地的平均海拔高度為10米（即32英尺）。